# La Liga
Campeonato Nacional de Liga de Primera División, cunoscut ca Primera División sau LaLiga, oficial LaLiga EA Sports din motive de sponsorizare, este cea mai importantă competiție profesionistă de fotbal din Spania. Este considerată una dintre cele mai valoroase ligi din lume.

## Istoric

### Fondarea
În aprilie 1927 Jose Maria Acha, un director al Arenas Club de Getxo, a propus pentru prima dată înființarea unei ligi naționale în Spania. După multe dezbateri cu privire la dimensiunea ligii și a participanților, Real Federación Española de Futbol în cele din urmă a fost de acord cu cele zece echipe care au format prima Primera División în 1929. Barcelona, Real Madrid, Athletic Bilbao, Real Sociedad, Arenas Club de Getxo și Real Union au fost selectate deoarece erau câștigătoarele anterioare ale Copa del Rey. Atlético Madrid, Espanyol și Europa calificat deoarece au fost finaliste ale Copa del Rey, iar Racing Santander s-a calificat în urma unei competiții eliminatorii. Doar trei dintre cluburi fondatoare, Real Madrid, Barcelona și Athletic Bilbao, nu au retrogradat niciodată din Primera Division.

### 1930
Deși Barcelona a câștigat primul sezon din 1929 și Real Madrid a câștigat titlurile în 1932 și 1933, Athletic Bilbao a fost clubul care a stabilit ritmul, la început, câștigând Primera Division în 1930, 1931, 1934 și 1936. Ei au fost, de asemenea, vicecampioni în 1932 și 1933. În 1935, Real Betis, cunoscută sub numele de Betis Balompié, a câștigat titlul pentru prima și singura dată. Primera Division a fost suspendată în timpul Războiului Civil Spaniol.
În 1937 echipele din zona Republicană a Spaniei, cu excepția notabilă a celor două cluburi din Madrid, au concurat în Liga Mediteraneană, iar FC Barcelona a fost campioană. Șaptezeci de ani mai târziu, la data 28 septembrie 2007, Barcelona a solicitat RFEF să recunoască titlul câștigat în Liga Mediteraneană.

### 1940
Când Primera División s-a reluat după Războiul Civil Spaniol Atlético Aviación (azi Atlético Madrid), Valencia și Sevilla au părut inițial cele mai puternice cluburi. Atlético Aviación a fost primit în prima ligă în timpul sezonului 1939-1940, pentru a înlocui Real Oviedo, echipă a cărui teren a avut de suferit în timpul războiului. Clubul a câștigat primul lor titlu în 1941, ulterior reușind să și-l apere. În timp ce alte cluburi au pierdut jucători ca urmare a războiului, Atlético Aviación a fost întărită de o fuziune. Echipa tânără de dinainte de război din Valencia a rămas, de asemenea, intactă și în anii de după război a ajuns la maturitate în campionat, câștigând trei titluri La Liga în 1942, 1944 și 1947. Ei au fost, de asemenea, vicecampioni în 1948 și 1949. Sevilla s-a bucurat, și ea, de o epoca de aur scurtă, fiind vicecampioni în 1940 si 1942, înainte de a câștiga titlul pentru prima și singura dată în 1946. În a doua parte a deceniului, Barcelona a început să domine și a fost încoronată campioană în 1945, 1948 și 1949.

### Di Stefano, Puskás, Kubala și Suárez
Deși Atlético Madrid, cunoscută anterior ca Atlético Aviación, a fost campioană în 1950 și 1951, sub conducerea creatorului catenaccio-ului Helenio Herrera, anii '50 au marcat începutul dominației Barcelona/Real Madrid. În anii 1930, 1940 și 1950 au existat limite stricte impuse jucătorilor străini. În cele mai multe cazuri, cluburile puteau avea doar trei jucători străini în echipele lor, ceea ce înseamnă că cel puțin opt jucători locali trebuiau să joace în fiecare meci. În timpul anilor '50 aceste reguli au fost eludate de către Real Madrid și Barcelona, care au naturalizat pe Alfredo Di Stéfano, Ferenc Puskás și Ladislav Kubala. Ajutați de Kubala, Barca a câștigat titlul în 1952 și 1953. Di Stefano, Puskás și Francisco Gento au format nucleul echipei Real Madrid, ce a dominat a doua jumătate a anilor '50. Madrid a câștigat prima divizie pentru prima dată ca Real Madrid în 1954 și a păstrat titlul în 1955. Ei au fost câștigătorii din nou în 1957 și 1958, doar Athletic Bilbao a întrerupt seria lor. În această perioadă, Real Madrid a câștigat, de asemenea, de cinci ori consecutiv Cupa Campionilor Europeni. Barcelona, cu o echipă antrenată de Helenio Herrera, a câștigat titlul în 1959 și 1960.

### Anii Madridului
Între 1961 și 1980, Real Madrid a dominat Primera División fiind încoronată campioană de 14 ori. În această perioadă a cucerit titlul în cinci ani consecutivi, între 1961-1965 de două ori, trei titluri consecutive, între 1967 și 1969 și din nou între 1978-1980. În acest timp doar Atlético Madrid a oferit o provocare serioasă Realului, câștigând patru titluri în 1966, 1970, 1973 și 1977, Valencia numai în 1971 și Barcelona lui Johan Cruyff în 1974 au reușit să întrerupă dominația Realului.

### 1980
Dominația Realului Madrid a fost încheiată în mai 1981, când Real Sociedad a câștigat primul lor titlu.Aceștia au devenit din nou campioni și în 1982, iar după cele două titluri a fost rândul celeilalte echipe basce, Athletic Bilbao, să câștige două campionate consecutive în 1983 și 1984. Terry Venables a condus Barcelona către un titlu solitar în 1985, înainte ca Real Madrid să câștigat din nou alte cinci titluri consecutive între 1986 și 1990, cu o echipă, condusă de Leo Beenhakker și din care făceau parte Hugo Sánchez și legendara La Quinta del Buitre - Emilio Butragueño, Manolo Sanchis, Martín Vázquez, Michel și Miguel Pardeza.

### 1990
Johan Cruyff a revenit la Barcelona ca manager în 1988 și a asamblat legendarul Dream Team. Cruijff a promovat jucători ca Josep Guardiola, José Mari Bakero, Txiki Beguiristain, Goikoetxea, Ronald Koeman, Michael Laudrup, Romario și Hristo Stoicikov. Această echipă a câștigat Primera División de patru ori între 1991 și 1994 și a câștigat Cupa Campionilor Europeni în 1992. Laudrup s-a mutat la rivalii de la Real Madrid, după o ceartă cu Cruyff, și i-a ajutat pe madrileni să devină campioni în 1995. Atlético Madrid a câștigat titlul cu numărul nouă în 1996, înainte ca Real Madrid să adauge un alt trofeu La Liga la palmaresul lor în 1997. După succesul lui Cruyff, un alt olandez - antrenorul lu Ajax, Louis van Gaal - ajuns pe Camp Nou, și cu talentații Luís Figo, Luis Enrique și Rivaldo; Barcelona a câștigat din nou titlul în 1998 și 1999.

### 2000
O dată cu intrarea Primerei División în noul secol, dominația celor doi granzi a fost amenințată de noi rivali. Între 1993 și 2004 Deportivo La Coruñaa terminat în top trei de zece ori, iar în 2000, antrenați de Javier Irureta, ei au devenit a noua echipă care a fost încoronată campioană a Spaniei. Real Madrid a câștigat două titluri La Liga în 2001 și 2003 și, de asemenea, UEFA Champions League în 2000 și 2002, iar cel de-al treilea titlu al lor,din acest deceniu, a venit în 2007, după o secetă de trei ani. Sub conducerea lui Hector Cúper, Valencia a fost finalistă a Ligii Campionilor în 2000 și 2001. Succesorul său, Rafael Benitez, a construit pe această bază și a condus clubul către un titlu La Liga în 2002 și o dublă titlu, Cupa UEFA în 2004. Sezonul 2004-05 a văzut renașterea Barcelonei, ajutată de Ronaldinho, aceasta câștigă primul titlu al noului secol, în plus în sezonul 2005-06 reușește dubla Liga Campionilor, campionat. Real Madrid a câștigat La Liga în 2006-07 și în 2007-08, iar Barcelona din nou în 2009 și 2010, în 2009 au reușit tripla câștigând campionatul, cupa și Liga Campionilor.

### 2010
La 20 mai 2010, un studiu publicat de Universitatea din Barcelona a arătat că datoria cluburilor din La Liga a crescut la 3.53 miliarde de euro. Au existat doar trei cluburi din toate diviziile, Barcelona, Real Madrid, și Numancia, care au înregistrat profit. Studiul a mai dezvăluit că 85% din datoriile cluburilor au fost acumulate datorită salariilor jucătorilor. Criza datoriilor din La Liga și Spania, a condus la organizarea de summituri de către președinții cluburilor din La Liga, obiectivul fiind renegocierea distribuirii drepturilor de televiziune, dominate de Madrid și Barcelona , optând pentru un sistem colectiv de distribuire a drepturilor tv.

## Clasamentul UEFA
Coeficientul UEFA în 2025
- 1  Premier League
- 2  Serie A
- 3  La Liga
- 4  Bundesliga
- 5  Ligue 1

## Campionii

### An de an
| Anul    | Câștigătorul                                                    | Locul doi                                                       | Locul trei                                                      |
| ------- | --------------------------------------------------------------- | --------------------------------------------------------------- | --------------------------------------------------------------- |
| 1928-29 | FC Barcelona                                                    | Madrid CF                                                       | Athletic Bilbao                                                 |
| 1929-30 | Athletic Bilbao                                                 | FC Barcelona                                                    | Arenas Club de Getxo                                            |
| 1930-31 | Athletic Bilbao                                                 | Racing de Santander                                             | Real Sociedad                                                   |
| 1931-32 | Madrid CF                                                       | Athletic Bilbao                                                 | FC Barcelona                                                    |
| 1932-33 | Madrid CF                                                       | Athletic Bilbao                                                 | CE Espanyol                                                     |
| 1933-34 | Athletic Bilbao                                                 | Madrid CF                                                       | Racing de Santander                                             |
| 1934-35 | Betis Balompié                                                  | Madrid CF                                                       | Oviedo CF                                                       |
| 1935-36 | Athletic Bilbao                                                 | Madrid CF                                                       | Oviedo CF                                                       |
| 1936-39 | Campionatul a fost întrerupt din cauza Războiului civil spaniol | Campionatul a fost întrerupt din cauza Războiului civil spaniol | Campionatul a fost întrerupt din cauza Războiului civil spaniol |
| 1939-40 | Atlético Aviación                                               | Sevilla FC                                                      | Athletic Bilbao                                                 |
| 1940-41 | Atlético Aviación                                               | Athletic Bilbao                                                 | Valencia CF                                                     |
| 1941-42 | Valencia CF                                                     | Real Madrid                                                     | Atlético Aviación                                               |
| 1942-43 | Athletic Bilbao                                                 | Sevilla FC                                                      | FC Barcelona                                                    |
| 1943-44 | Valencia CF                                                     | Atlético Aviación                                               | Sevilla FC                                                      |
| 1944-45 | FC Barcelona                                                    | Real Madrid                                                     | Atlético Aviación                                               |
| 1945-46 | Sevilla FC                                                      | FC Barcelona                                                    | Athletic Bilbao                                                 |
| 1946-47 | Valencia CF                                                     | Athletic Bilbao                                                 | Atlético Aviación                                               |
| 1947-48 | FC Barcelona                                                    | Valencia CF                                                     | Atlético Madrid                                                 |
| 1948-49 | FC Barcelona                                                    | Valencia CF                                                     | Real Madrid                                                     |
| 1949-50 | Atlético Madrid                                                 | Deportivo de La Coruña                                          | Valencia CF                                                     |
| 1950-51 | Atlético Madrid                                                 | Sevilla FC                                                      | Valencia CF                                                     |
| 1951-52 | FC Barcelona                                                    | Athletic Bilbao                                                 | Real Madrid                                                     |
| 1952-53 | FC Barcelona                                                    | Valencia CF                                                     | Real Madrid                                                     |
| 1953-54 | Real Madrid                                                     | FC Barcelona                                                    | Valencia CF                                                     |
| 1954-55 | Real Madrid                                                     | FC Barcelona                                                    | Athletic Bilbao                                                 |
| 1955-56 | Athletic Bilbao                                                 | FC Barcelona                                                    | Real Madrid                                                     |
| 1956-57 | Real Madrid                                                     | Sevilla FC                                                      | FC Barcelona                                                    |
| 1957-58 | Real Madrid                                                     | Atlético Madrid                                                 | FC Barcelona                                                    |
| 1958-59 | FC Barcelona                                                    | Real Madrid                                                     | Athletic Bilbao                                                 |
| 1959-60 | FC Barcelona                                                    | Real Madrid                                                     | Athletic Bilbao                                                 |
| 1960-61 | Real Madrid                                                     | Atlético Madrid                                                 | FC Barcelona                                                    |
| 1961-62 | Real Madrid                                                     | FC Barcelona                                                    | Atlético Madrid                                                 |
| 1962-63 | Real Madrid                                                     | Atlético Madrid                                                 | Real Oviedo                                                     |
| 1963-64 | Real Madrid                                                     | FC Barcelona                                                    | Real Betis                                                      |
| 1964-65 | Real Madrid                                                     | Atlético Madrid                                                 | Real Zaragoza                                                   |
| 1965-66 | Atlético Madrid                                                 | Real Madrid                                                     | FC Barcelona                                                    |
| 1966-67 | Real Madrid                                                     | FC Barcelona                                                    | RCD Espanyol                                                    |
| 1967-68 | Real Madrid                                                     | FC Barcelona                                                    | UD Las Palmas                                                   |
| 1968-69 | Real Madrid                                                     | UD Las Palmas                                                   | FC Barcelona                                                    |
| 1969-70 | Atlético Madrid                                                 | Athletic Bilbao                                                 | Sevilla FC                                                      |
| 1970-71 | Valencia CF                                                     | FC Barcelona                                                    | Atlético Madrid                                                 |
| 1971-72 | Real Madrid                                                     | Valencia CF                                                     | FC Barcelona                                                    |
| 1972-73 | Atlético Madrid                                                 | FC Barcelona                                                    | RCD Espanyol                                                    |
| 1973-74 | FC Barcelona                                                    | Atlético Madrid                                                 | Real Zaragoza                                                   |
| 1974-75 | Real Madrid                                                     | Real Zaragoza                                                   | FC Barcelona                                                    |
| 1975-76 | Real Madrid                                                     | FC Barcelona                                                    | Atlético Madrid                                                 |
| 1976-77 | Atlético Madrid                                                 | FC Barcelona                                                    | Athletic Bilbao                                                 |
| 1977-78 | Real Madrid                                                     | FC Barcelona                                                    | Athletic Bilbao                                                 |
| 1978-79 | Real Madrid                                                     | Sporting de Gijón                                               | Atlético Madrid                                                 |
| 1979-80 | Real Madrid                                                     | Real Sociedad                                                   | Sporting de Gijón                                               |
| 1980-81 | Real Sociedad                                                   | Real Madrid                                                     | Atlético Madrid                                                 |
| 1981-82 | Real Sociedad                                                   | FC Barcelona                                                    | Real Madrid                                                     |
| 1982-83 | Athletic Bilbao                                                 | Real Madrid                                                     | Atlético Madrid                                                 |
| 1983-84 | Athletic Bilbao                                                 | Real Madrid                                                     | FC Barcelona                                                    |
| 1984-85 | FC Barcelona                                                    | Atlético Madrid                                                 | Athletic Bilbao                                                 |
| 1985-86 | Real Madrid                                                     | FC Barcelona                                                    | Athletic Bilbao                                                 |
| 1986-87 | Real Madrid                                                     | FC Barcelona                                                    | RCD Espanyol                                                    |
| 1987-88 | Real Madrid                                                     | Real Sociedad                                                   | Atlético Madrid                                                 |
| 1988-89 | Real Madrid                                                     | FC Barcelona                                                    | Valencia CF                                                     |
| 1989-90 | Real Madrid                                                     | Valencia CF                                                     | FC Barcelona                                                    |
| 1990-91 | FC Barcelona                                                    | Atlético Madrid                                                 | Real Madrid                                                     |
| 1991-92 | FC Barcelona                                                    | Real Madrid                                                     | Atlético Madrid                                                 |
| 1992-93 | FC Barcelona                                                    | Real Madrid                                                     | Deportivo de La Coruña                                          |
| 1993-94 | FC Barcelona                                                    | Deportivo de La Coruña                                          | Real Zaragoza                                                   |
| 1994-95 | Real Madrid                                                     | Deportivo de La Coruña                                          | Real Betis                                                      |
| 1995-96 | Atlético Madrid                                                 | Valencia CF                                                     | FC Barcelona                                                    |
| 1996-97 | Real Madrid                                                     | FC Barcelona                                                    | Deportivo de La Coruña                                          |
| 1997-98 | FC Barcelona                                                    | Athletic Bilbao                                                 | Real Sociedad                                                   |
| 1998-99 | FC Barcelona                                                    | Real Madrid                                                     | Real Mallorca                                                   |
| 1999-00 | Deportivo de La Coruña                                          | FC Barcelona                                                    | Valencia CF                                                     |
| 2000-01 | Real Madrid                                                     | Deportivo de La Coruña                                          | Real Mallorca                                                   |
| 2001-02 | Valencia CF                                                     | Deportivo de La Coruña                                          | Real Madrid                                                     |
| 2002-03 | Real Madrid                                                     | Real Sociedad                                                   | Deportivo de La Coruña                                          |
| 2003-04 | Valencia CF                                                     | FC Barcelona                                                    | Deportivo de La Coruña                                          |
| 2004-05 | FC Barcelona                                                    | Real Madrid                                                     | Villarreal CF                                                   |
| 2005-06 | FC Barcelona                                                    | Real Madrid                                                     | Valencia CF                                                     |
| 2006-07 | Real Madrid                                                     | FC Barcelona                                                    | Sevilla FC                                                      |
| 2007-08 | Real Madrid                                                     | Villarreal CF                                                   | FC Barcelona                                                    |
| 2008-09 | FC Barcelona                                                    | Real Madrid                                                     | Sevilla FC                                                      |
| 2009-10 | FC Barcelona                                                    | Real Madrid                                                     | Valencia CF                                                     |
| 2010-11 | FC Barcelona                                                    | Real Madrid                                                     | Valencia CF                                                     |
| 2011-12 | Real Madrid                                                     | FC Barcelona                                                    | Valencia CF                                                     |
| 2012-13 | FC Barcelona                                                    | Real Madrid                                                     | Atlético Madrid                                                 |
| 2013-14 | Atlético Madrid                                                 | FC Barcelona                                                    | Real Madrid                                                     |
| 2014-15 | FC Barcelona                                                    | Real Madrid                                                     | Atlético Madrid                                                 |
| 2015-16 | FC Barcelona                                                    | Real Madrid                                                     | Atlético Madrid                                                 |
| 2016-17 | Real Madrid                                                     | FC Barcelona                                                    | Atlético Madrid                                                 |
| 2017-18 | FC Barcelona                                                    | Atlético Madrid                                                 | Real Madrid                                                     |
| 2018-19 | FC Barcelona                                                    | Atletico Madrid                                                 | Real Madrid                                                     |
| 2019-20 | Real Madrid                                                     | FC Barcelona                                                    | Atletico Madrid                                                 |
| 2020-21 | Atletico Madrid                                                 | Real Madrid                                                     | FC Barcelona                                                    |
| 2021-22 | Real Madrid                                                     | FC Barcelona                                                    | Atletico Madrid                                                 |
| 2022-23 | FC Barcelona                                                    | Real Madrid                                                     | Atletico Madrid                                                 |
| 2023-24 | Real Madrid                                                     | FC Barcelona                                                    | Girona FC                                                       |
| 2024-25 | FC Barcelona                                                    | Real Madrid                                                     |                                                                 |

### Palmares
| Rang | Club            | Campioană | Sezoane |
| ---- | --------------- | --------- | --- |
| 1    | Real Madrid     | 36        | 1932, 1933, 1954, 1955, 1957, 1958, 1961, 1962, 1963, 1964, 1965, 1967, 1968, 1969, 1972, 1975, 1976, 1978, 1979, 1980, 1986, 1987, 1988, 1989, 1990, 1995, 1997, 2001, 2003, 2007, 2008, 2012, 2017, 2020, 2022, 2024 |
| 2    | Barcelona       | 28        | 1929, 1945, 1948, 1949, 1952, 1953, 1959, 1960, 1974, 1985, 1991, 1992, 1993, 1994, 1998, 1999, 2005, 2006, 2009, 2010, 2011, 2013, 2015, 2016, 2018, 2019, 2023, 2025                                                 |
| 3    | Atlético Madrid | 11        | 1940, 1941, 1950, 1951, 1966, 1970, 1973, 1977, 1996, 2014, 2021 |
| 4    | Athletic Bilbao | 8         | 1930, 1931, 1934, 1936, 1943, 1956, 1983, 1984 |
| 5    | Valencia        | 6         | 1942, 1944, 1947, 1971, 2002, 2004 |
| 6    | Real Sociedad   | 2         | 1981, 1982 |
| 7    | Real Betis      | 1         | 1935 |
| 7    | Sevilla         | 1         | 1946 |
| 7    | La Coruña       | 1         | 2000 |

## Top 10
- Clasament cu echipele care au câștigat cele mai multe trofee pe plan intern.

| Top 10 | Club Sportiv    | Campionat | Cupa | Cupa Ligii | Supercupa * | Eva Duarte * | Total |
| ------ | --------------- | --------- | ---- | ---------- | ----------- | ------------ | ----- |
| 2      | Real Madrid     | 36        | 20   | 1          | 13          | 1            | 71    |
| 1      | Barcelona       | 27        | 31   | 2          | 14          | 3            | 77    |
| 3      | Athletic Bilbao | 8         | 24   | 0          | 3           | 1            | 36    |
| 4      | Atlético Madrid | 11        | 10   | 0          | 2           | 1            | 24    |
| 5      | Valencia        | 6         | 8    | 0          | 1           | 1            | 16    |
| 6      | Sevilla         | 1         | 5    | 0          | 1           | 0            | 7     |
| 7      | Zaragoza        | 0         | 6    | 0          | 1           | 0            | 7     |
| 8      | Real Sociedad   | 2         | 3    | 0          | 1           | 0            | 6     |
| 9      | La Coruña       | 1         | 2    | 0          | 3           | 0            | 6     |
| 10     | Espanyol        | 0         | 4    | 0          | 0           | 0            | 4     |

## Jucători

### Golgheterii all-time
| Locul | Naț                 | Nume                                         | Anii      | Goluri | Apar | Rata |
| ----- | ------------------- | -------------------------------------------- | --------- | ------ | ---- | ---- |
| 1     | Lionel Messi        | Barcelona                                    | 2004–2021 | 474    | 520  | 0.91 |
| 2     | Cristiano Ronaldo   | Real Madrid                                  | 2009–2018 | 311    | 292  | 1.07 |
| 3     | Telmo Zarra†        | Athletic Bilbao                              | 1940–1955 | 251    | 278  | 0.9  |
| 4     | Hugo Sánchez        | Atlético Madrid, Real Madrid, Rayo Vallecano | 1981–1994 | 234    | 347  | 0.67 |
| 5     | Raúl                | Real Madrid                                  | 1994–2010 | 228    | 550  | 0.41 |
| 6     | Alfredo Di Stéfano† | Real Madrid, Espanyol                        | 1953–1966 | 227    | 329  | 0.69 |
| 7     | César Rodríguez†    | Granada, Barcelona, Cultural Leonesa, Elche  | 1939–1955 | 223    | 353  | 0.63 |
| 8     | Quini†              | Sporting Gijón, Barcelona                    | 1970–1987 | 219    | 448  | 0.49 |
| 9     | Karim Benzema       | Real Madrid                                  | 2009–     | 214    | 408  | 0.52 |
| 10    | Pahiño†             | Celta Vigo, Real Madrid, Deportivo La Coruña | 1943–1956 | 210    | 278  | 0.76 |

Cu litere îngroșate Jucători încă prezenți în La Liga

### Fotbaliști europeni ai anului
- Alfredo di Stéfano - 1957, 1959 (Real Madrid)
- Raymond Kopa - 1958 (Real Madrid)
- Luis Suárez - 1960 (FC Barcelona)
- Johan Cruijff - 1973, 1974 (FC Barcelona)
- Hugo Sanchez - 1987, 1988 (Real Madrid)
- Hristo Stoichkov - 1994 (FC Barcelona)
- Rivaldo - 1999 (FC Barcelona)
- Luís Figo - 2000 (Real Madrid)
- Ronaldo - 2002 (Real Madrid)
- Ronaldinho - 2005 (FC Barcelona)
- Fabio Cannavaro - 2006 (Real Madrid)
- Lionel Messi - 2009, 2010, 2011, 2012, 2015 (FC Barcelona)
- Cristiano Ronaldo - 2013, 2014 (Real Madrid)

### Jucătorul anului FIFA
- Romário - 1994 (Barcelona)
- Ronaldo - 1996 (Barcelona), 2002 (Real Madrid)
- Rivaldo - 1999 (Barcelona)
- Luís Figo - 2001 (Real Madrid)
- Zinédine Zidane - 2003 (Real Madrid)
- Ronaldinho - 2004, 2005 (Barcelona)
- Fabio Cannavaro - 2006 (Real Madrid)
- Lionel Messi - 2009 (Barcelona)

## Palmares în competițiile europene și internaționale
| Club Sportiv | Liga Campionilor | Liga Campionilor | Cupa Campionilor | Cupa Campionilor | Europa League | Europa League | Cupa UEFA | Cupa UEFA | Cupa Orașelor Târguri | Cupa Orașelor Târguri | Cupa Cupelor | Cupa Cupelor | Supercupa Europei | Supercupa Europei | CM al Cluburilor | CM al Cluburilor | Cupa Intercontinentală | Cupa Intercontinentală | Cupa Intertoto | Cupa Intertoto |
| Club Sportiv | Campioni         | Pierdut          | Campioni         | Pierdut          | Campioni      | Pierdut       | Campioni  | Pierdut   | Campioni              | Pierdut               | Campioni     | Pierdut      | Campioni          | Pierdut           | Campioni         | Pierdut          | Campioni               | Pierdut                | Campioni       | Pierdut        |
| ------------ | ---------------- | ---------------- | ---------------- | ---------------- | ------------- | ------------- | --------- | --------- | --------------------- | --------------------- | ------------ | ------------ | ----------------- | ----------------- | ---------------- | ---------------- | ---------------------- | ---------------------- | -------------- | -------------- |
| Real         | 8                | 0                | 6                | 3                | -             | -             | 2         | 0         | -                     | -                     | 0            | 2            | 4                 | 3                 | 4                | 0                | 3                      | 2                      | -              | -              |
| Barcelona    | 4                | 1                | 1                | 2                | -             | -             | -         | -         | 3                     | 1                     | 4            | 2            | 5                 | 4                 | 3                | 1                | 0                      | 1                      | -              | -              |
| Atlético     | 0                | 2                | 0                | 1                | 3             | 0             | -         | -         | -                     | -                     | 1            | 2            | 3                 | 0                 | -                | -                | 1                      | 0                      | 1              | 1              |
| Valencia     | 0                | 2                | -                | -                | -             | -             | 1         | 0         | 2                     | 1                     | 1            | 0            | 2                 | 0                 | -                | -                | -                      | -                      | 1              | 1              |
| Sevilla      | -                | -                | -                | -                | 4             | 0             | 2         | 0         | -                     | -                     | -            | -            | 1                 | 5                 | -                | -                | -                      | -                      | -              | -              |
| Bilbao       | -                | -                | -                | -                | 0             | 1             | 0         | 1         | -                     | -                     | -            | -            | -                 | -                 | -                | -                | -                      | -                      | -              | -              |
| Espanyol     | -                | -                | -                | -                | -             | -             | 0         | 2         | -                     | -                     | -            | -            | -                 | -                 | -                | -                | -                      | -                      | 1              | 0              |
| Alavés       | -                | -                | -                | -                | -             | -             | 0         | 1         | -                     | -                     | -            | -            | -                 | -                 | -                | -                | -                      | -                      | -              | -              |
| Zaragoza     | -                | -                | -                | -                | -             | -             | -         | -         | 1                     | 1                     | 1            | 0            | 0                 | 1                 | -                | -                | -                      | -                      | -              | -              |
| Mallorca     | -                | -                | -                | -                | -             | -             | -         | -         | -                     | -                     | 0            | 1            | -                 | -                 | -                | -                | -                      | -                      | -              | -              |
| Villarreal   | -                | -                | -                | -                | 1             |               | -         | -         | -                     | -                     | -            | -            | -                 | -                 | -                | -                | -                      | -                      | 2              | 2              |
| Coruña       | -                | -                | -                | -                | -             | -             | -         | -         | -                     | -                     | -            | -            | -                 | -                 | -                | -                | -                      | -                      | 1              | 1              |
| Celta        | -                | -                | -                | -                | -             | -             | -         | -         | -                     | -                     | -            | -            | -                 | -                 | -                | -                | -                      | -                      | 1              | 0              |
| Málaga       | -                | -                | -                | -                | -             | -             | -         | -         | -                     | -                     | -            | -            | -                 | -                 | -                | -                | -                      | -                      | 1              | 0              |

### Clasament pe competiții

#### Liga Campionilor
| Liga Campionilor / Cupa Campionilor Europeni | Liga Campionilor / Cupa Campionilor Europeni | Liga Campionilor / Cupa Campionilor Europeni | Liga Campionilor / Cupa Campionilor Europeni                                                 | Liga Campionilor / Cupa Campionilor Europeni | Liga Campionilor / Cupa Campionilor Europeni |
| Locul                                        | Club Sportiv                                 | Campioni                                     | Anii                                                                                         | Finaliști                                    | Anii                                         |
| -------------------------------------------- | -------------------------------------------- | -------------------------------------------- | -------------------------------------------------------------------------------------------- | -------------------------------------------- | -------------------------------------------- |
| 1                                            | Real Madrid                                  | 15                                           | , , 1956, 1957, 1958, 1959, 1960, 1966, 1998, 2000, 2002, 2014, 2016, 2017, 2018, 2022, 2024 | 3                                            | 1962, 1964, 1981                             |
| 2                                            | Barcelona                                    | 5                                            | 1992, 2006, 2009, 2011, 2015                                                                 | 3                                            | 1961, 1986, 1994                             |
| 3                                            | Atlético Madrid                              | -                                            |                                                                                              | 3                                            | 1974, 2014, 2016                             |
| 4                                            | Valencia                                     | -                                            |                                                                                              | 2                                            | 2000, 2001                                   |

#### UEFA Europa League
| Europa League / Cupa UEFA / Cupa Orașelor Târguri | Europa League / Cupa UEFA / Cupa Orașelor Târguri | Europa League / Cupa UEFA / Cupa Orașelor Târguri | Europa League / Cupa UEFA / Cupa Orașelor Târguri | Europa League / Cupa UEFA / Cupa Orașelor Târguri | Europa League / Cupa UEFA / Cupa Orașelor Târguri |
| Locul                                             | Club Sportiv                                      | Campioni                                          | Anii                                              | Finaliști                                         | Anii                                              |
| ------------------------------------------------- | ------------------------------------------------- | ------------------------------------------------- | ------------------------------------------------- | ------------------------------------------------- | ------------------------------------------------- |
| 1                                                 | Sevilla                                           | 7                                                 | 2006, 2007, 2014, 2015, 2016, 2020, 2023          | -                                                 |                                                   |
| 2                                                 | Valencia                                          | 3                                                 | 1962, 1963, 2004                                  | 1                                                 | 1964                                              |
| 2                                                 | Barcelona                                         | 3                                                 | 1958, 1960, 1966                                  | 1                                                 | 1962                                              |
| 3                                                 | Atlético Madrid                                   | 3                                                 | 2010, 2012, 2018                                  | -                                                 |                                                   |
| 4                                                 | Real Madrid                                       | 2                                                 | 1985, 1986                                        | -                                                 |                                                   |
| 5                                                 | Real Zaragoza                                     | 1                                                 | 1964                                              | 1                                                 | 1966                                              |
| 6                                                 | Villarreal                                        | 1                                                 | 2021                                              | -                                                 |                                                   |
| 7                                                 | Athletic Bilbao                                   | -                                                 |                                                   | 2                                                 | 1977, 2012                                        |
| 7                                                 | Espanyol                                          | -                                                 |                                                   | 2                                                 | 1988, 2007                                        |
| 8                                                 | Deportivo Alavés                                  | -                                                 |                                                   | 1                                                 | 2001                                              |

## Vezi și
- Segunda División